# Торговый дом «Пьянков с братьями»
Торговый дом «Пьянков с братьями» (Торговый дом «М. Пьянков с братьями») — предприятие Российской империи.

## История
Семья Пьянковых переселились на Дальний Восток из Томска. В 1876 году старший из братьев Михаил Павлинович, получил в наследство от отца небольшую сумму денег и отправился на Дальний Восток, где поступил на службу в городе Николаевске-на-Амуре к купцам Тетюкову и Сапожникову. Уже через год он вошёл к ним в компанию, а через три начал вести дела самостоятельно во Владивостоке, Хабаровске и Никольск-Уссурийске. В 1881 году Михаил пригласил брата Владимира вести дела во Владивостоке, в 1889 году пригласил другого брата — Иннокентия, работавшего на винокуренном заводе в Иркутске, и поручил ему заведовать делами в Благовещенске. 1 июля 1894 году все три брата образовали бесконечное полное товарищество «Торговый Дом „Михаил Пьянков с Братьями“» с капиталом в 150 000 рублей (поровну на каждого брата).

Братья Пьянковы
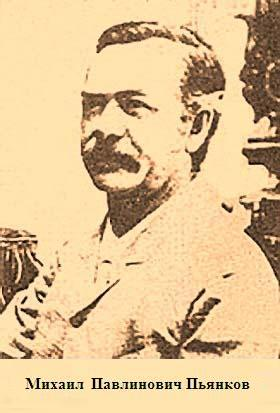
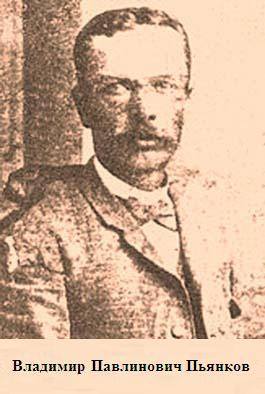
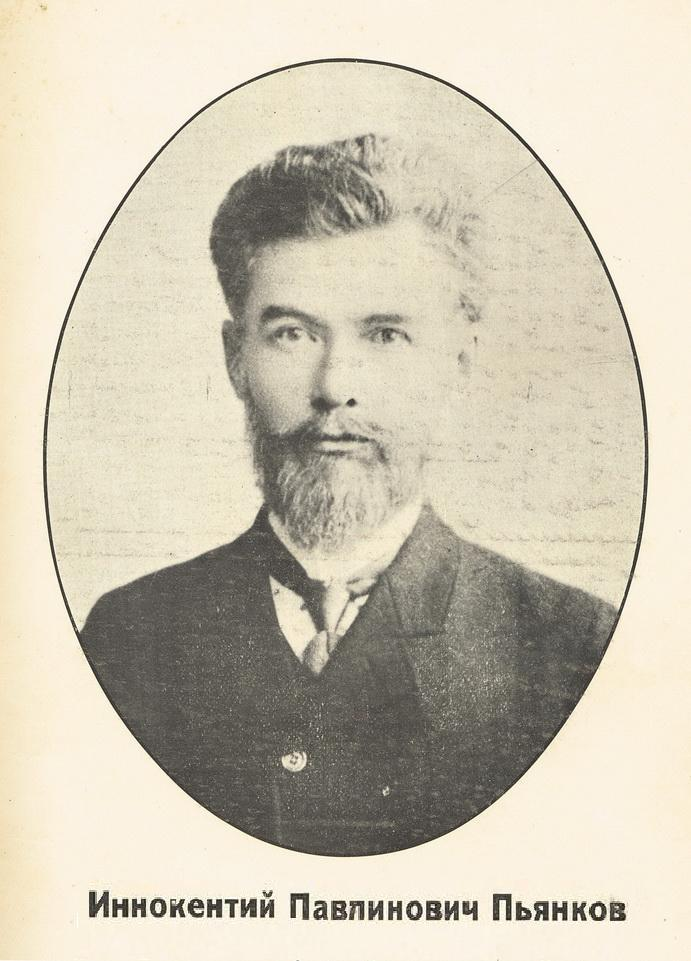

В первые годы деятельности товарищества главным активом был Павлиновский винокуренный завод, построенный в 1892 году на речке Супутинке, в двадцати верстах от Никольск-Уссурийского и в 120 верстах от Владивостока. При заводе имелась мельница, кирпичный завод для собственных нужд и лесопильня. Предприятие освещалось электричеством, отапливалось дровами, водой снабжалось с реки Супутинки. В первые годы завод перерабатывал 500 пудов зерна в сутки, а в 1912—1913 годах — 260 000 пудов. Винокурение производилось из хлеба, а также гаоляна, кукурузы и даже гречки. Производимый спирт в бочках на лошадях и на автомобилях направлялся на склады в Никольск-Уссурийске, откуда поступал к покупателям Приморской и Амурской областей.

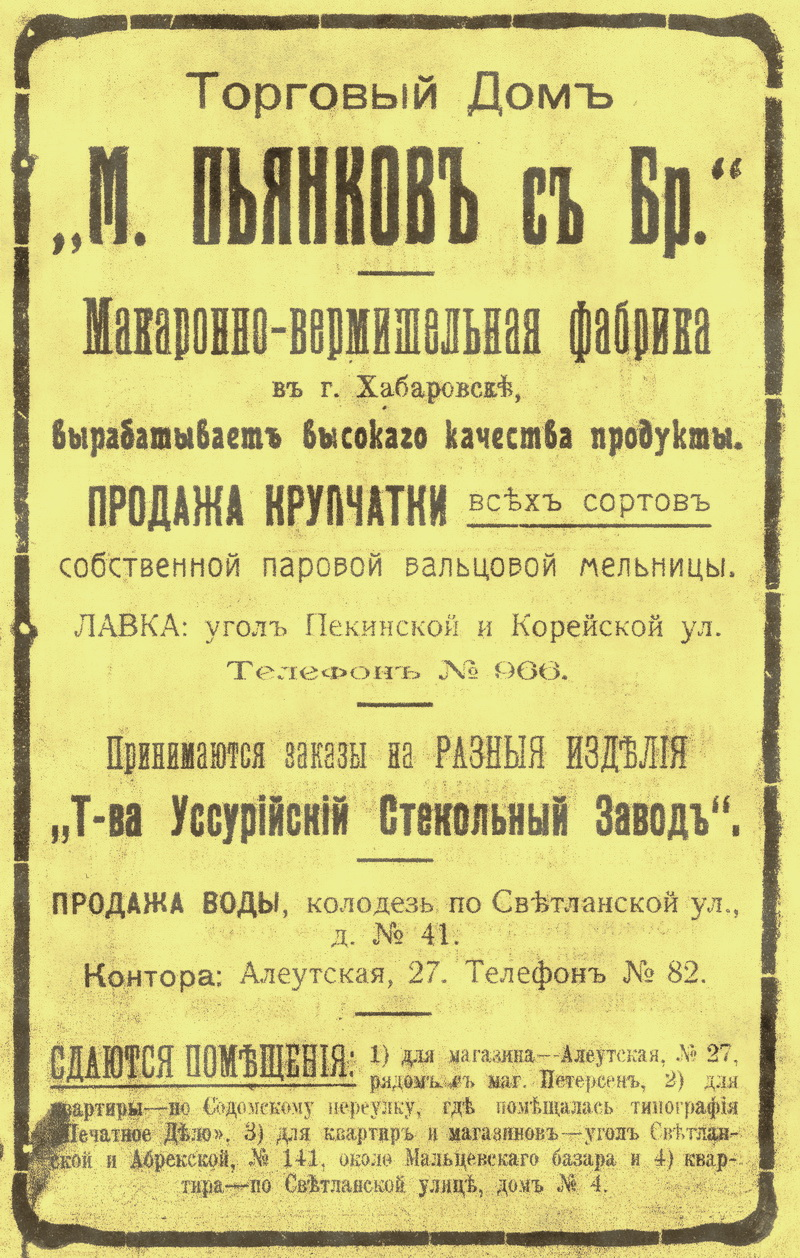
Макаронно-вермишельная фабрика

Одновременно Торговый дом Пьянковых расширял сферы своей деятельности, создавая новые предприятия, в числе которых были Уссурийский стекольный завод при разъезде Кипарисов (основан в октябре 1910 года) и паровая вальцовая мельница в Хабаровске. Стекольный завод первоначально выпускал только водочную посуду, затем начал производить пивную, винную и аптекарскую тару. Сырьём для завода были местные песчаник, известковый камень и огнеупорная глина; необходимые химические материалы поставлялись из-за границы. Кроме складов во всех крупных городах Приморской и Амурской области, имел также склады на Сахалине. Паровая каменная мельница, основанная компанией «Тифонтай и Ко», 1 сентября 1912 года была взята братьями в аренду, а 1 мая 1913 года выкуплена и перешла в собственность Торгового дома. Мельница молола зерно, купленное в Маньчжурии и Уссурийском крае; вырабатывала муку всех сортов, манную крупу и отруби. При мельнице в специальном корпусе была макаронная фабрика.
Братьями также начали заниматься торговлей винными и бакалейными товарами, заводилась книжная торговля в Никольск-Уссурийске и Хабаровске. Братья также начали заниматься сельским хозяйством в своём в имении Павлиновка: выращивали ячмень, кукурузу, овёс, яровую пшеницу, картофель; построили конный завод, разводили коз, овец и птицу.
23 июня 1898 года умер основатель товарищества — Михаил Павлинович. Во время расцвета дел братьев Пьянковых, Владимир увлекался наукой, посещал Общество изучения Амурского края, куда привёл братьев. Пьянковы стали меценатами единственной в то время на Дальнем Востоке научной организации. После смерти Владимира в 1903 году, Торговый дом возглавил Иннокентий. Когда в 1911 году умер последний из братьев, дела перешли к его сыну — также Иннокентию. В других городах делами Торгового дома стали заправлять его двоюродные братья. Пик развития Торгового дома «Пьянков с братьями» был перед Первой мировой войной. После Октябрьской революции и Гражданской войны, в 1923 году, все домовладения и активы Торгового дома были конфискованы. Некоторые члены семьи остались жить в Приморье, но большинство, включая вдову Михаила Павлиновича с сыновьями, выехало за рубеж. В 1919 году Иннокентий Пьянков был взят в плен красными партизанами и отпущен после выплаты «контрибуции» в 150 тыс. рублей.
В настоящее время о семействе Пьянковых в Уссурийске напоминает ОАО «Уссурийский бальзам», чьи цеха расположены в старых складах "Первого Южно-Уссурийского Павлиновского винокуренно-ректификационного завода Торгового дома «Пьянков с братьями».

Недвижимость Пьянковых
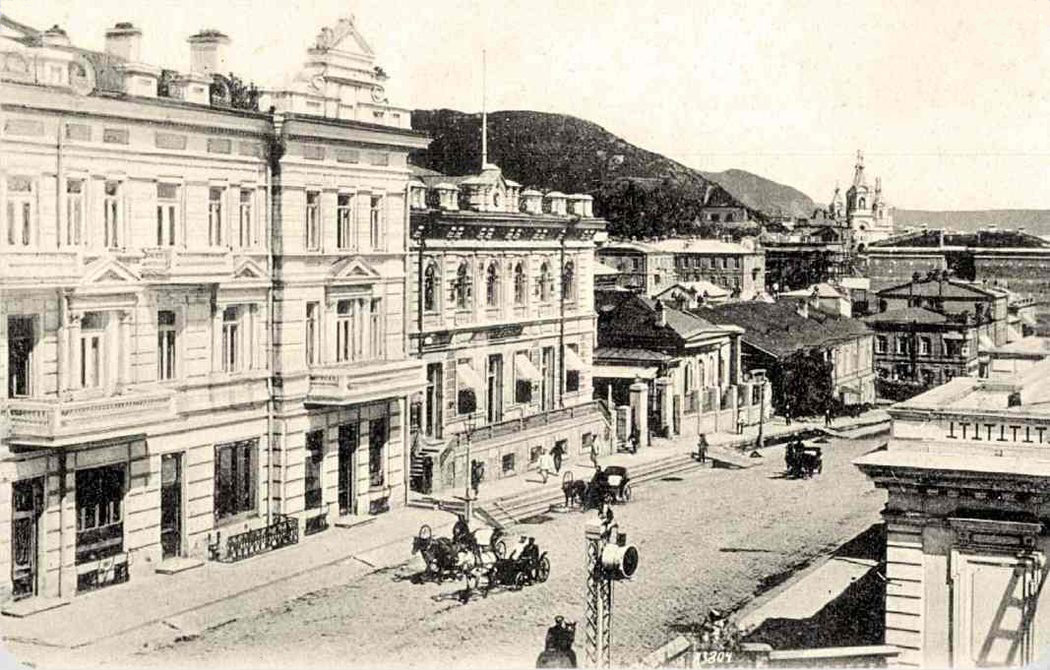
Доходный дом во Владивостоке
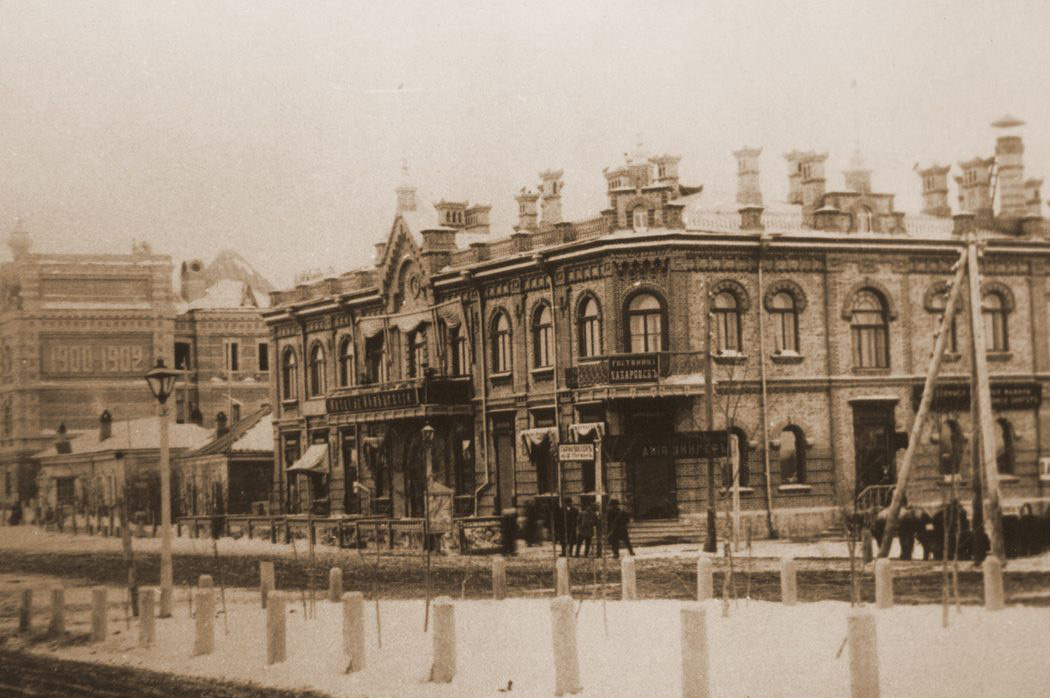
Торговый дом в Хабаровске